# Andreas Kunze (Unternehmer)

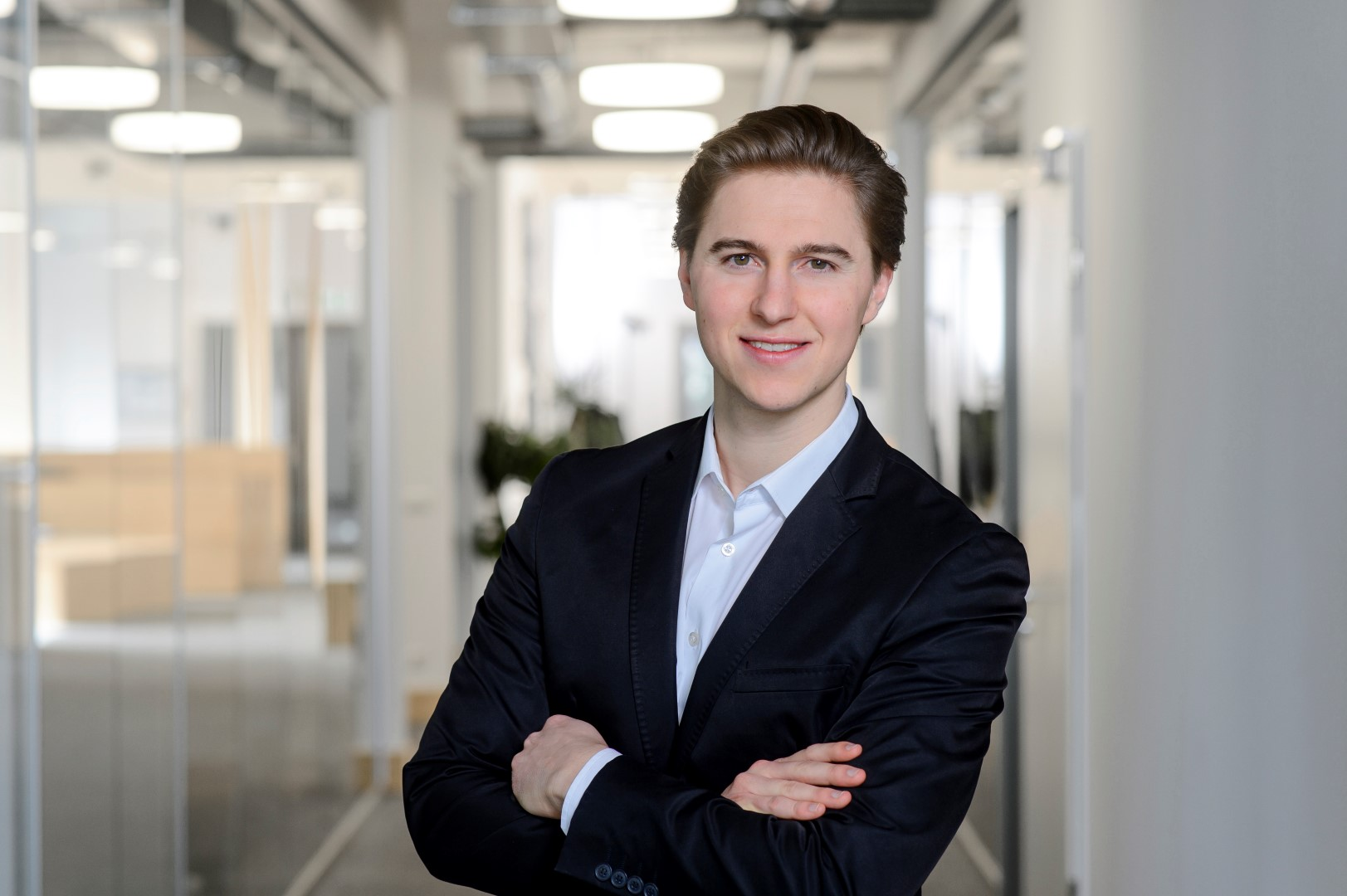
Andreas Kunze

Andreas Kunze (* 22. März 1991 in München) ist ein deutscher Unternehmer. Er ist Mitgründer und war CEO des Technologie-Start-ups Konux.

## Leben
Andreas Kunze studierte von 2010 bis 2014 Informatik an der Technischen Universität München (TUM). Zu Forschungszwecken ging er anschließend für ein halbes Jahr an die Stanford University in Palo Alto, Kalifornien. 2015 gründete er zusammen mit zwei ehemaligen Kommilitonen das Start-up KONUX, das Industriesensoren auf Basis Künstlicher Intelligenz (KI) entwickelt.
Kunze ist seit 2017 „Agenda Contributor“ des Weltwirtschaftsforums (WEF). Seit 2018 ist er Gründungsmitglied der Bundesverbandes Künstliche Intelligenz (KI Bundesverband e.V.) sowie Mitglied der Expertenkommission, die das bayerische Ministerium für Wirtschaft, Energie und Technologie in Fragen von Künstlicher Intelligenz berät. Seit 2019 ist Kunze Mitglied im Global AI Council des Weltwirtschaftsforums.

## Auszeichnungen
- 11/2016 – Ausgezeichnet als einer der „Top 40 der unter 40 Unternehmer“ vom Wirtschaftsmagazin Capital[4]
- 05/2017 – Das Magazin Markt & Technik kürt Kunze zum Manager des Jahres in der Kategorie „Start-ups“[5]
- 06/2017 – Top 10 Innovators under 35 in Germany, MIT Technology Review[6]
- 11/2017 – Ausgezeichnet als einer der „Top 40 der unter 40 Unternehmer“ vom Wirtschaftsmagazin Capital[7]
- 11/2018 – Ausgezeichnet als einer der „Top 40 der unter 40 Unternehmer“ vom Wirtschaftsmagazin Capital[8]
- 11/2018 – European Young Leader, ausgezeichnet von der Brüsseler Denkfabrik Friends of Europe[9]